# Stanisław Makowiecki (zm. 1706)
Stanisław Makowiecki herbu Pomian (ur. ok 1620, zm. w 1706 roku) – stolnik kamieniecki w latach 1702–1706, stolnik latyczowski w latach 1671–1702, sędzia grodzki kamieniecki.
W 1672 uczestnik walk w Kamieńcu Podolskim, dowodzil obroną Ruskiej Bramy. Uczestnik walk pod Wiedniem u boku Jna Sobieskiego w 1783, gdzie otrzymał tytuł hrabiego.
Oż. Z Anną Wołodyjowską, siostrą Jerzego Michała Wołodyjowskiego, w 1656 r. Dzieci: Franciszek żon. Z Anną Szygańska, Barbara za Florian Kościuszko, Wincenty, Łucja za Florian Turski, i Józef.
Poseł sejmiku podolskiego na sejm 1685 roku, sejm zwyczajny 1688 roku, sejm nadzwyczajny 1688/1689 roku, sejm nadzwyczajny 1693 roku. Jako poseł na sejm elekcyjny 1697 roku był elektorem Augusta II Mocnego z województwa podolskiego w 1697 roku, jako deputat tego województwa podpisał jego pacta conventa. Poseł na sejm pacyfikacyjny 1699 roku z województwa podolskiego.